# UFC on Fox: dos Santos vs. Miocic
UFC on Fox: dos Santos vs. Miocic è stato un evento di arti marziali miste tenuto dalla Ultimate Fighting Championship svolto il 13 dicembre 2014 al US Airways Center di Phoenix, Stati Uniti.

## Retroscena
Questo fu il primo evento organizzato dalla UFC in Arizona; la Zuffa precedentemente organizzò l'evento finale della World Extreme Cagefighting a Glendale nel 2010.
Il match principale della card vide affrontarsi Junior dos Santos e Stipe Miočić, nella categoria dei pesi massimi.
John Moraga doveva affrontare Jussier Formiga. Tuttavia il 21 novembre, quest'ultimo diede forfait e venne immediatamente rimpiazzato dal nuovo arrivato Willie Gates.
Alla verifica del peso, Nate Diaz superò il limite massimo della sua categoria, pesando 72,3 kg. Successivamente gli fu concessa un'altra ora per poter perdere peso, nonostante ciò Diaz rinunciò e l'incontro divenne un catchweight match.
L'incontro dei pesi medi tra Ed Herman e Derek Brunson, venne cancellato a seguito di un'intossicazione alimentare da parte di Brunson.

## Risultati
|                  | Divisione           |                    |                 |                 | Metodo                                      | Round           | Tempo           | Premio          |
| Card Principale  | Card Principale     | Card Principale    | Card Principale | Card Principale | Card Principale                             | Card Principale | Card Principale | Card Principale |
| ---------------- | ------------------- | ------------------ | --------------- | --------------- | ------------------------------------------- | --------------- | --------------- | --------------- |
|                  | Pesi Massimi        | Junior dos Santos  | batte           | Stipe Miočić    | Decisione unanime (48-47, 49-46, 49-46)     | 5               | 5:00            | FOTN            |
|                  | Catchweight 72,3 kg | Rafael dos Anjos   | batte           | Nate Diaz       | Decisione unanime (30-26, 30-26, 30-27)     | 3               | 5:00            |                 |
|                  | Pesi Massimi        | Alistair Overeem   | batte           | Stefan Struve   | KO (pugni)                                  | 1               | 4:13            |                 |
|                  | Pesi Massimi        | Matt Mitrione      | batte           | Gabriel Gonzaga | KO Tecnico (pugni)                          | 1               | 1:59            | POTN            |
| Card Preliminare |                     |                    |                 |                 |                                             |                 |                 |                 |
|                  | Pesi Paglia (F)     | Joanna Jędrzejczyk | batte           | Cláudia Gadelha | Decisione non unanime (29-28, 28-29, 29-28) | 3               | 5:00            |                 |
|                  | Pesi Mosca          | John Moraga        | batte           | Willie Gates    | Sottomissione (rear-naked choke)            | 3               | 4:06            |                 |
|                  | Pesi Welter         | Ben Saunders       | batte           | Joe Riggs       | Sottomissione (infortunio al collo)         | 1               | 0:57            |                 |
|                  | Pesi Leggeri        | Drew Dober         | batte           | Jamie Varner    | Sottomissione (rear-naked choke)            | 1               | 1:52            |                 |
|                  | Pesi Leggeri        | Bryan Barberena    | batte           | Joe Ellenberger | KO Tecnico (gomitate e pugni)               | 3               | 3:24            |                 |
|                  | Pesi Leggeri        | David Michaud      | batte           | Garett Whiteley | Decisione unanime (29-28, 29-28, 30-27)     | 3               | 5:00            |                 |
|                  | Pesi Gallo          | Henry Cejudo       | batte           | Dustin Kimura   | Decisione unanime (30-27, 30-27, 30-27)     | 3               | 5:00            |                 |
|                  | Pesi Gallo          | Ian Entwistle      | batte           | Anthony Birchak | Sottomissione (heel hook)                   | 1               | 1:04            | POTN            |

## Premi
I lottatori premiati ricevettero un bonus di 50.000 dollari.
Legenda:
- FOTN: Fight of the Night (vengono premiati entrambi gli atleti per il miglior incontro dell'evento)
- POTN: Performance of the Night (viene premiato il vincitore per la migliore performance dell'evento)

## Incontri Annullati
|  | Divisione  |             |        |                 | Motivo                                    |
|  | ---------- | ----------- | ------ | --------------- | ----------------------------------------- |
|  | Pesi Mosca | John Moraga | contro | Jussier Formiga | Formiga diede forfait                     |
|  | Pesi Medi  | Ed Herman   | contro | Derek Brunson   | Brunson ebbe un'intossicazione alimentare |